# Motte de la Garde
La Motte de la Garde est un dolmen, situé sur la commune de Luxé dans le département de la Charente, en France.

## Historique
L'édifice est mentionné en 1848 par l'abbé Michon et fouillé en 1874 par Auguste-François Lièvre qui en donne un compte rendu en 1883. Le dolmen a été classé par la liste monument historique de 1889.

## Architecture
Le tumulus mesure près de 50 mètres de long sur 27 m de large pour une hauteur de 4 m. Il est sensiblement orienté sud-est/nord-ouest. La table du dolmen est épaisse d'environ 1,50 m, elle repose sur cinq orthostates de 0,30 m d'épaisseur qui ont été retouchés. La chambre du dolmen ouvre à l'est. Elle mesure 3,25 m de long sur 2,40 m de large et sa hauteur sous dalle après déblaiement était de 2 m.
Le dolmen est un dolmen à couloir du type angoumoisin. Le dolmen est excentré dans le tumulus et semble avoir été construit postérieurement à celui-ci.

## Matériel archéologique
La couche d'ossements humains atteignait 0,80 m d'épaisseur, les ossements étant surtout accumulés en fond de chambre. L'étude des humérus correspond à l’inhumation de quinze individus.
Le mobilier archéologique découvert par Lièvre est assez abondant. La céramique se composait d'un vase de couleur rouge-brun à fond rond, non décoré et de nombreux tessons de poterie. Le matériel lithique correspond à deux hachettes (une en grès, une en fibrolithe) et une demi hache polie en silex, quatre belles lames en silex du Grand Pressigny, une douzaine d'armatures de flèches, six grattoirs et divers éclats de silex. Un petit outillage en os a aussi été découvert (un poinçon, un fragment d'aiguille). Les éléments de parure incluent des perles (2 en quartz, 2 en bronze et 7 en callaïs), dix défenses de sanglier, un pendeloque en pierre verte. L'ensemble du mobilier est attribuable au Néolithique moyen et final (Artenacien).